# Mobaceras zambeziense
Mobaceras zambeziense è un terapside estinto, appartenente ai burnetiamorfi. Visse nel Permiano medio (circa 260 milioni di anni fa) e i suoi resti fossili sono stati ritrovati in Africa.

## Descrizione
Questo animale è noto solo per resti parziali, sufficienti tuttavia a ipotizzarne l'aspetto grazie al raffronto con animali simili e meglio noti. Mobaceras doveva essere grande quanto un cane di media taglia, e possedeva un cranio decisamente bizzarro, ornato da escrescenze ossee di varie forme: appena dietro le narici era presente una sorta di corno, dalla base piuttosto stretta, che andava espandendosi nel suo sviluppo in altezza fino a terminare in una sommità arrotondata e bulbosa. Sopra le orbite, inoltre, erano presenti creste ossee allungate e strette, mentre nella regione posteriore del cranio vi erano altre due creste laterali, quasi a forma di ventaglio. 

## Classificazione
Mobaceras è un rappresentante dei burnetiamorfi, un bizzarro gruppo di terapsidi arcaici appartenenti ai biarmosuchi e caratterizzati dallo sviluppo di strane strutture ossee craniche. In particolare, Mobaceras è considerato un rappresentante della famiglia Burnetiidae e della sottofamiglia Burnetiinae, insieme ad altre forme come Bullacephalus, Burnetia, Niuksenitia e Pachydectes. 
Mobaceras zambeziense venne descritto per la prima volta nel 2021, sulla base di resti fossili ritrovati in Zambia, nella parte inferiore della formazione di Madumabisa, risalente alla fine del Permiano medio. Un altro burnetiamorfo proveniente dalla medesima formazione, ma da livelli un po' più recenti (inizio del Permiano superiore) è Isengops.